# Aimi
Aimi (愛美?) è un nome proprio di persona giapponese femminile.

## Origine e diffusione
Come molti nomi giapponesi, può essere formato da diverse combinazioni di kanji; tra queste, 愛 (ai, "amore", "affetto", da cui anche Ai e Aiko) e 美 (mi, "bello"). Entrambi gli elementi si possono trovare anche in vari altri nomi giapponesi: il primo ad esempio in Aiko e Ai, il secondo in Emi, Akemi, Ami, Satomi, Tamiko, Mika e Misao.

## Onomastico
È un nome adespota, cioè privo di santo patrono; l'onomastico può essere festeggiato il 1º novembre, per la ricorrenza di Ognissanti.

## Persone
- Aimi Nouchi, judoka giapponese